# Data da criação

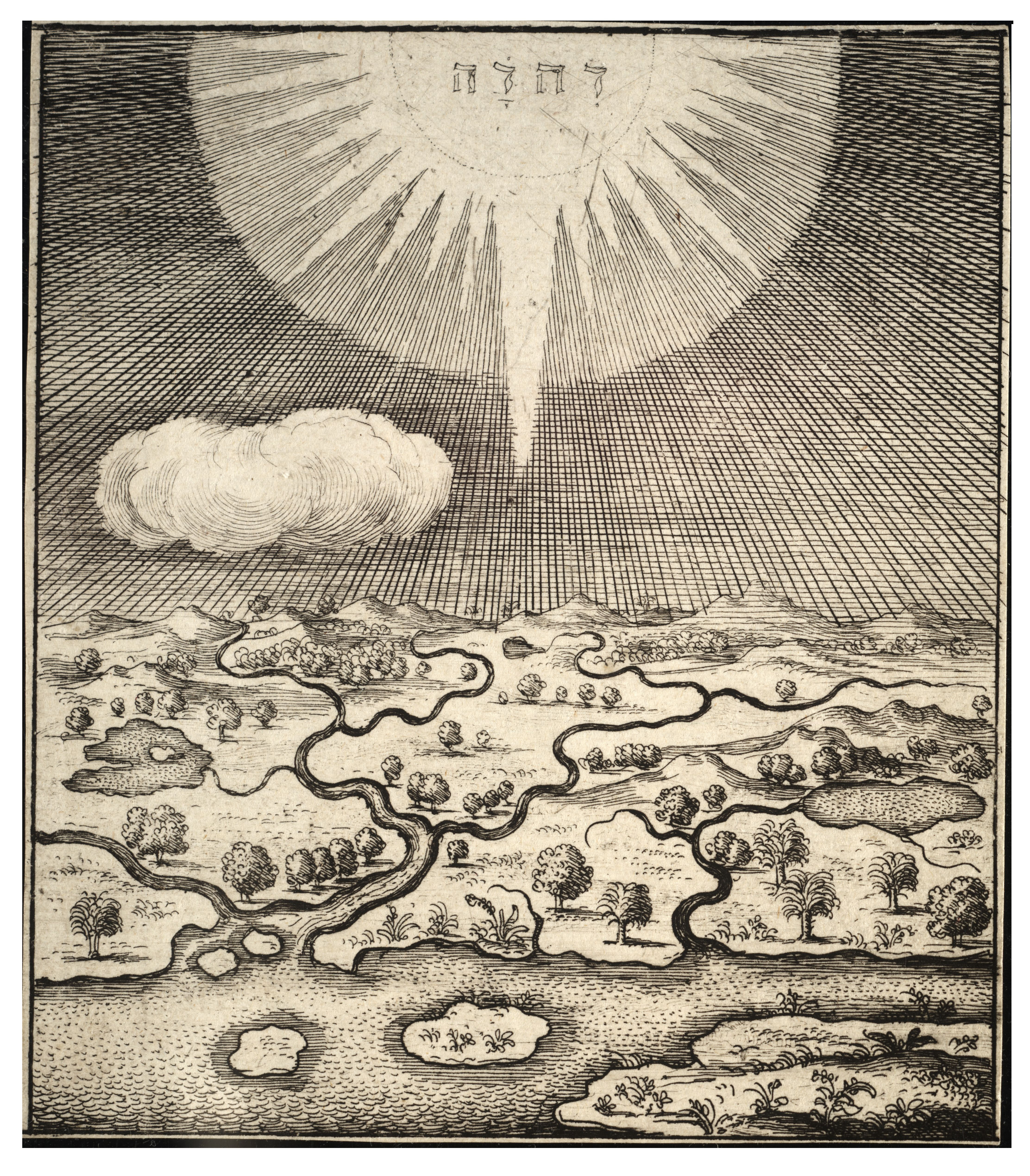
Criação da Terra como ilustrado no Gênesis.

Data da Criação ou Criacionista é a tentativa de fornecer uma estimativa da idade da Terra ou a idade do Universo, conforme entendido através dos mitos de origem de várias tradições religiosas. Várias crenças tradicionais sustentaram que o planeta Terra, ou todo o universo, foi criado como um grande evento de criação por um ou mais deuses. Uma vez que essas culturas desenvolveram calendários, muitos começaram a refletir sobre a questão de há quanto tempo precisamente esse evento aconteceu.

## Data de tempo criacionista
Diferentes culturas têm perguntado sobre criação do mundo em datas diferentes. Neste tempo era para ser baseada em muitos calendários históricos. Abaixo estão alguns exemplos de datas propostas para a criação do mundo, incluindo algumas visões modernas de natureza científica, por comparação.
| 13 de agosto de 3114 a.C.                  | Maia (quarta era)                                  |
| 29 de março ou 22 de setembro de 3760 a.C. | Judaísmo                                           |
| 23 de outubro de 4004 a.C.                 | Cristianismo (James Ussher)                        |
| 5199 a.C.                                  | Cristianismo (Eusebio di Cesarea, Maria de Agreda) |
| 1º de setembro de 5509 a.C.                | Cristianismo (crença ortodoxo)                     |
| 29 de setembro de 18490 a.C.               | Maia (primeira era)                                |
| 155 milhões de anos atrás                  | Hinduísmo Purana                                   |
| 4,543 bilhões de anos atrás                | Explicação científica (teoria do Big Bang)         |
| Eternidade                                 | Budismo, New Age                                   |

## Religiões antigas

### Mitologia suméria e babilônica
Uma das antigas versões babilônicas da antiga lista de reis sumérios (WB 444) lista vários reis míticos antediluvianos e atribui-lhes reinados de várias dezenas de milhares de anos. O primeiro rei sumério Alulim, em Eridu, é descrito como reinando por 28.800 anos, seguido por vários reis posteriores de períodos semelhantes. No total, estes reis antediluvianos governaram durante 241.200 anos, desde o momento em que "a realeza foi tirada do céu" até ao momento em que o "dilúvio" varreu a terra. No entanto, a maioria dos estudiosos modernos não acredita que os antigos sumérios ou babilônios acreditassem em uma cronologia própria tão antiga. Em vez disso, eles acreditavam que esses números eram invenções ou não se baseavam em anos solares literais (365,2425 dias), mas em meses lunares (29,53059 dias).
Cícero, reagindo às cronologias de autores como Beroso (que compôs uma história da Babilônia em grego, conhecida como Babyloniaca, durante o século III a.C.), criticou duramente a afirmação de que os babilônios tinham reis que remontavam a centenas de milhares de anos:
(…) Desprezemos os babilônios… os homens cujos registros, como eles próprios afirmam, cobrem um período de quatrocentos e setenta mil anos.
Diodoro Sículo também escreveu algo semelhante sobre como ele acreditava que os babilônios fabricaram sua cronologia:
(…) Dificilmente se pode acreditar neles (os babilônios), pois consideram que, até o momento em que Alexandre cruzou para a Ásia, quatrocentos e setenta e três mil anos se passaram desde que começaram, nos primeiros tempos, a fazer suas observações das estrelas.
Apesar destas críticas, alguns gregos antigos, mais notavelmente Alexandre, o Polímata e Proclo, acreditavam que os reis babilónicos tinham centenas de milhares de anos e que os babilónios datavam a sua criação entre 400.000 e 200.000 anos antes do seu próprio tempo.

### Mitologia egípcia
A antiga Lista de Reis de Turim lista um mítico "reinado dos deuses" pré-dinástico que ocorreu pela primeira vez 36.620 anos antes de Menés (3.050 a.C.), datando assim a criação por volta de 39.670 a.C.
Os fragmentos de Manetho (Eusébio, Jorge Sincelo e preservados no FGrH de Felix Jacoby), no entanto, listam datas diferentes. Eusébio, a respeito de Aegyptiaca, em sua Crônica registrou que:
(…) Estes foram os primeiros a dominar o Egito. A partir de então, a realeza passou de um para outro em sucessão ininterrupta... mais de 13.900 anos –... Depois dos Deuses, os Semideuses reinaram por 1.255 anos; e novamente outra linhagem de reis reinou por 1.817 anos; Depois vieram mais trinta reis, reinando por 1.790 anos; e novamente dez reis governando por 350 anos. O reinado dos Espíritos dos Mortos continuou (…) por 5.813 anos (…)
Usando esses tempos, 13.900 + 1.255 + 1.817 + 1.790 + 350 + 5.813 = 24.950 anos, que contando a partir de Menés (3.050 a.C.) define a criação em 28.000 a.C. George Syncellus preservou outro conjunto de números para o "reinado dos deuses" pré-dinástico, 11.984 anos para os deuses e 2.646 para os semideuses, o que produz 14.630 anos, datando assim a criação em 17.680 a.C.
O Livro de Sothis, considerado Pseudo-Manetão por muitos estudiosos, fornece figuras diferentes. Um fragmento do Pseudo-Manetão data o reinado do primeiro deus egípcio (Ptá) em 36.525 anos antes de Menés (FGrH, #610 F2), e portanto, data a criação em cerca de 39.575 a.C.
Os antigos gregos relataram números semelhantes em relação à cronologia do antigo Egito. Diógenes Laércio escreveu que os antigos egípcios dataram sua criação em seu primeiro deus, Hefesto, que de acordo com a interpretatio graeca era Ptá. De acordo com Laércio, Hefesto (Ptá) viveu 48.863 anos antes de Alexandre, o Grande (n. 356 a.C.), que datou a criação em 49.219 a.C. Heródoto escreveu que os antigos egípcios tinham deuses governando-os antes da primeira dinastia do Egito, mas não tentou datar com precisão a sua criação usando a sua cronologia:
(…) Isto foi até onde chegou o registro dado pelos egípcios e seus sacerdotes; e eles me mostraram que o tempo desde o primeiro rei até aquele sacerdote de Hefesto, que foi o último, abrangeu trezentas e quarenta e uma gerações, e que neste tempo este também tinha sido o número de seus reis e seus sumos sacerdotes. Ora, trezentas gerações equivalem a dez mil anos, sendo três gerações iguais a cem. E além dos trezentos, os quarenta e um restantes abrangem mil trezentos e quarenta anos. Assim, o período total é de onze mil trezentos e quarenta anos; Em todo esse tempo (disseram) eles não tiveram nenhum rei que fosse um deus em forma humana, nem houve nenhum semelhante antes ou depois daqueles anos entre o resto dos reis do Egito... Entre os gregos, Héracles, Dionísio e Pã são considerados os mais jovens dos deuses. Mas no Egito, Pã é o mais antigo deles e é um dos oito deuses considerados os mais antigos de todos; Héracles pertence à segunda dinastia (a dos chamados doze deuses); e Dionísio ao terceiro, que veio depois dos doze. Já mostrei quantos anos se passaram entre Hércules e o reinado de Amósis; Dizem que Pã é ainda mais velho; Os anos entre Dionísio e Amósis são os menores, e os egípcios calculam-nos em quinze mil. Os egípcios afirmam ter certeza de tudo isso, pois contaram os anos e os registraram por escrito.
De acordo com Heródoto, os antigos semideuses egípcios começaram 11.340 anos antes do reinado de Seti I (1.290 a.C.), então 11.340 + 1.290 = 12.630 a.C., enquanto ele listou números anteriores, 15.000 e 17.000, para o reinado dos deuses.
O antigo escritor grego Diodoro Sículo escreveu que os antigos egípcios dataram sua criação (ou início de seu reinado de deuses) "um pouco menos de dezoito mil anos" de Ptolemeu XII Auleta (117-51 a.C.).
Apolônio, um sacerdote pagão egípcio do século II d.C., calculou que o cosmos tinha 153.075 anos, conforme relatado por Teófilo de Antioquia.
Marciano Capela, um escritor pagão, escreveu em seu De nuptiis no século V d.C. que os antigos egípcios tinham arquivos de astronomia que começaram 40.000 anos antes de sua própria era.
As figuras de Heródoto foram analisadas por Isaac Newton em sua obra The Chronology of Ancient Kingdoms Amended (1728), mas Newton as descartou porque não estavam em conformidade com a cosmologia cristã.
O matemático e esoterista R. A. Schwaller de Lubicz, em sua obra Sacred Science, reconstruiu as datas de Heródoto para concluir que os antigos egípcios dataram sua criação em um evento astronômico (estelar) cerca de 30.000 anos antes da época de Heródoto.

### Mitologia greco-romana
A maioria dos antigos cronistas, poetas, gramáticos e estudiosos gregos e romanos (Eratóstenes, Varrão, Apolodoro de Atenas, Ovídio, Censorino, Catulo e Castor de Rodes) acreditavam em uma divisão tripla da história: períodos ádelon (obscuro), mythikón (mítico) e historikón (histórico). De acordo com o gramático romano Censorino, o primeiro período de ádelon (obscuro) foi calculado por Varrão da seguinte forma:
O primeiro [período] estende-se desde o início da humanidade [a criação] até ao primeiro cataclismo [ou seja, o dilúvio de Ogiges].}}
O período primordial ádelon (obscuro) terminou com o dilúvio de Ogiges e o que se seguiu foi o início do período mythikón (mítico). Varrão datou esse dilúvio em 2137 a.C., mas Censorino escreveu em seu De Die Natali cap. XII que o diluvium de Ogiges ocorreu 1600 anos antes da primeira Olimpíada (776 a.C.), significando 2376 a.C. Castor de Rodes também forneceu outra data para o início do período mythikón (mítico), 2123 a.C. Censorino registrou que o segundo período, o mythikón, se estendeu do dilúvio de Ogiges até a primeira Olimpíada:
A segunda se estende do primeiro cataclismo até a primeira Olimpíada; por conter muitos mitos registrados nela, é chamada de “mítica”.
Censorino citou Varrão ao dizer que o segundo período (mythikón) durou de 2137 a 776 a.C., ou se as próprias datas de Censor forem usadas: 2376 a.C. a 776 a.C., ou finalmente se as de Castor: 2123 a.C. a 776 a.C. Ovídio, no entanto, datou o início do período mythikón no reinado de Ínaco, a quem ele datou cerca de 400 anos após o dilúvio de Ogiges, ou seja, por volta de 1900–1700 a.C., mas concordou com Varrão que o mythikón terminou durante a primeira Olimpíada (776 a.C.). Veja Eras do homem para mais detalhes sobre a cronologia de Ovídio. Outra data antiga para o início do período mythikón (mítico) é encontrada preservada na A Cidade de Deus xviii.3 de Santo Agostinho, que o data em 2050 a.C. O período final segundo Censorino e Varrão, a era historikón (histórica), começou em 776 a.C. (a primeira Olimpíada) até sua época:
A terceira se estende da primeira Olimpíada até nós. Como os eventos nela contidos estão contidos em histórias verdadeiras, ele a chama de “histórica”.
Eratóstenes e Apolodoro de Atenas, no entanto, adiaram o início do período histórico para a Guerra de Troia, que fixaram em 1184 a.C.
Muito poucos gregos ou romanos antigos tentaram datar a criação, ou o início do período ádelon (obscuro). Enquanto todas as fontes antigas (excluindo Ovídio) datavam o fim deste período e o início do período mítico (mythikón) em 2376–2050 a.C., a maioria não afirmava saber quando a criação (período ádelon) começou exatamente. Como Censorino admitiu:
Se a origem do mundo fosse conhecida pelo homem, eu teria começado por aí.
Varrão e Castor de Rodes também escreveram algo muito semelhante; no entanto, alguns gregos e romanos antigos tentaram calcular a data da criação usando fontes antigas ou registros de figuras mitológicas. Como Ínaco foi datado 400 anos após o dilúvio de Ogiges e que o próprio Ogiges era considerado um Titã ou um Autóctone primordial "desde as primeiras eras", alguns gregos ou romanos antigos dataram a criação (começando com Caos ou Gaia) apenas algumas centenas de anos antes de Ogiges (2376–2050 a.C.). A maioria dos gregos antigos, no entanto, não subscrevia uma visão tão literalista de usar a mitologia para tentar datar a criação; Hecateu de Mileto foi um dos primeiros logógrafos gregos antigos que criticou fortemente esse método, enquanto Ptolomeu escreveu sobre um "imenso período" de tempo antes do período histórico (776 a.C.), e portanto, acreditava em uma idade muito maior para a criação.
Entre os antigos filósofos gregos e romanos, havia diferentes opiniões e tradições relativas à data da criação. Alguns filósofos acreditavam que o Universo era eterno, e na verdade, não tinha data de criação.

### Zoroastrismo
O zoroastrismo envolve uma cosmogonia e cronologia de 12.000 anos, frequentemente dividida em quatro eras, conforme descrito na Criação Original. A primeira era durou 3.000 anos e incluiu a criação espiritual de Aúra-Masda, seguida pela criação física de 3.000 anos, quando o mal entrou no mundo (ver Arimã). Durante o 6.000º ano, o Fravaxi do  Zoroastro foi criado, seguido pelo próprio profeta Zoroastro no final do 9º milênio. O 9.000º ano marcou o início da quarta e última era. Os zoroastristas modernos acreditam que estão vivendo atualmente na era final. Como o mal entrou pela primeira vez na criação física depois que a criação espiritual foi concluída, os zoroastrianos sustentam que por 9.000 anos o mundo continuará a ser um campo de batalha entre Aúra-Masda e Arimã, que terminará durante o 12.000º ano, quando os Saoshyants realizarão a renovação final do mundo para derrotar o mal.
A datação precisa do início do início do 12.000º ano da cosmogonia repousa unicamente na data estimada de nascimento de Zoroastro. Como Zoroastro nasceu no final do 9º milênio (pouco antes do 9.000º ano), a data da criação pode ser calculada contando-se 8.900–9.000 anos para trás. A tradição zoroastriana persa coloca Zoroastro por volta do século VII ou VI a.C., já que o Bundahishn (34. 1-9) e o Livro de Arda Viraz datam Zoroastro 258 anos antes da era de Alexandre, o Grande (356-323 a.C.), que data Zoroastro de 614-581 a.C. O estudioso muçulmano persa do século XI, Abū Rayḥān al-Bīrūnī, também datou Zoroastro 258 anos antes da era de Alexandre (The Remaining Signs of Past Centuries, p. 17, l. 10, trad. Sachau). Esta data também é encontrada no relato histórico Os Prados de Ouro (iv.107) escrito pelo historiador árabe do século IX Al-Masudi. Outras fontes árabes, persas e muçulmanas colocam Zoroastro em torno da mesma data (600 a.C.). Portanto, se 8.900-9.000 anos forem adicionados a cerca de 600 a.C., a data da criação chega a 9.600-9.500 a.C. Uma cronologia de 12.000 anos coloca a data final em torno de 2400-2500 d.C., razão pela qual os zoroastrianos modernos acreditam estar vivendo nas últimas centenas de anos da era final. Outras datas para Zoroastro, no entanto, diferem e as datas propostas para o nascimento de Zoroastro variam de 1750 a 500 a.C.

### Mitologia chinesa
O antigo historiador chinês Xu Zheng (fl. 220-265 d.C.) em seus Três Cinco Registros Históricos datou a criação do mundo por Pan Ku 36.000 anos (2 x 18.000) antes do reinado dos lendários Três Augustos e os Cinco Imperadores. A data dos Três Augustos é fixada em 3000–2700 a.C., e portanto, data a criação por volta de 39.000 a.C.

### Mitologia maia
O calendário mesoamericano de contagem longa data a criação do mundo dos seres humanos em 11 de agosto de 3114 a.C. (na correlação mais comumente aceita) de acordo com o calendário gregoriano proléptico, ou segunda-feira, 6 de setembro de 3114 a.C. de acordo com o calendário juliano proléptico. Houve também uma criação anterior que não tinha uma data de início, mas uma data na Estela F de Quiriguá se refere a uma data possivelmente 24 trilhões de anos no passado.

## Religiões védicas

### Hinduísmo
O Rigue Veda questiona a origem do cosmos no Nasadiya Sukta (o 129º hino do 10º mandala do Rigue Veda):
Nem o ser (sat) nem o não-ser ainda existiam. O que estava oculto? E onde? E sob a proteção de quem?… Quem realmente sabe? Quem pode declará-lo? De onde nasceu, e de onde veio esta criação? Os devas nasceram depois da criação deste mundo, então quem sabe de onde ela veio à existência? Ninguém pode saber de onde a criação surgiu, e se ele a produziu ou não. Aquele que a examina nos céus mais altos, ele sozinho sabe - ou talvez não saiba." (Rigue Veda 10. 129)
Dick Teresi, em seu livro Lost Discoveries: The Ancient Roots of Modern Science, revisando os Vedas, escreve que:
Vinte e quatro séculos antes de Isaac Newton, o Rigue Veda hindu afirmava que a gravitação mantinha o universo unido. Os arianos que falavam sânscrito subscreveram a ideia de uma Terra esférica numa época em que os gregos acreditavam numa plana. Os indianos antes do século V a.C. calcularam a idade da Terra em 4,3 mil milhões de anos; os cientistas da Inglaterra do século XIX estavam convencidos de que era de 100 milhões de anos.
Carl Sagan e Fritjof Capra apontaram similaridades entre a mais recente compreensão científica da idade do universo e o conceito hindu de um "dia e noite de Brahma", que é muito mais próximo da idade atual conhecida do universo do que outras visões da criação. Os dias e noites de Brahma postulam uma visão do universo que é divinamente criado, e não é estritamente evolucionário, mas um ciclo contínuo de nascimento, morte e renascimento do universo. De acordo com Sagan:
A religião hindu é a única das grandes religiões do mundo dedicada à ideia de que o próprio Cosmos passa por um número imenso, na verdade infinito, de mortes e renascimentos. É a única religião em que as escalas de tempo correspondem às da cosmologia científica moderna. Seus ciclos vão do nosso dia e noite comuns a um dia e noite de Brahma, com 8,64 bilhões de anos de duração, mais longo que a idade da Terra ou do Sol e cerca de metade do tempo desde o Big Bang.
Além disso, de acordo com o hinduísmo, Cáli Iuga, a última parte do ciclo atual (ciclo do iuga) do tempo, tradicionalmente começa em 3102 a.C.

## Religiões abraâmicas

### Narrativa da criação do Gênesis
Dentro da estrutura e cronologia bíblica, várias datas foram propostas para a data da criação desde os tempos antigos, até períodos mais recentes. A Bíblia começa com o Livro de Gênesis, no qual Deus (YHWH) cria a Terra, o resto do Universo e as plantas e animais da Terra, incluindo os primeiros humanos, em seis dias. Uma segunda narrativa começa com o primeiro casal humano, Adão e Eva, e continua listando muitos de seus descendentes, em muitos casos dando as idades em que tiveram filhos e morreram. Se esses eventos e idades forem interpretados literalmente e as genealogias forem consideradas fechadas, é possível construir uma cronologia na qual muitos dos eventos do Antigo Testamento são datados de um número estimado de anos após a criação. Alguns estudiosos bíblicos foram mais longe, tentando harmonizar essa cronologia bíblica com a da história registrada, estabelecendo assim uma data para a criação em um calendário moderno. Como a história bíblica carece de cronologia para alguns períodos, a duração dos eventos tem sido sujeita a interpretação de muitas maneiras diferentes, resultando em uma variedade de estimativas da data da criação.
Numerosos esforços foram feitos para determinar a data bíblica da criação, produzindo resultados variados. Além das diferenças na interpretação, o uso de diferentes versões da Bíblia também pode afetar o resultado. Existem duas datas dominantes para a criação usando tais modelos, cerca de 5500 a.C. e cerca de 4000 a.C. Estas foram calculadas a partir das genealogias em duas versões da Bíblia, com a maior parte da diferença surgindo de duas versões do Gênesis. As datas mais antigas derivam da Septuaginta grega. As datas posteriores são baseadas no Texto Massorético hebraico. Os patriarcas de Adão a Terá, o pai de Abraão, eram frequentemente 100 anos mais velhos quando geraram seu filho nomeado na Septuaginta do que eram no hebraico ou na Vulgata (Gênesis 5, 11). A diferença líquida entre as duas genealogias de Gênesis chega a 1466 anos (ignorando a ambiguidade do "segundo ano após o dilúvio"), o que responde por praticamente toda a diferença de 1500 anos entre 5500 a.C. e 4000 a.C. Por exemplo, o período da criação até o Dilúvio deriva da tabela genealógica dos dez patriarcas listados em Gênesis 5 e 7:6, chamados de gerações de Adão. De acordo com o Texto Massorético, esse período consiste em 1.656 anos, e as Bíblias cristãs ocidentais derivadas da Vulgata latina também seguem essa datação. No entanto, os textos samaritanos dão um período equivalente de 1.307 anos, e de acordo com a Septuaginta (Codex Alexandrinus, Elizabeth Bible) é de 2.262 anos. James Ussher concorda com a datação até o nascimento de Abraão, que ele argumenta ter ocorrido quando Terá tinha 130 anos, e não 70, como é a leitura direta de Gênesis 11:26, adicionando assim 60 anos à sua cronologia para eventos posteriores a Abraão.

### Estimativas judaicas iniciais
A primeira crônica judaica pós-exílica preservada na língua hebraica, o Seder Olam Rabá, compilado por Jose ben Halafta em 160 d.C., data a criação do mundo em 3761 a.C., enquanto o posterior Seder Olam Zutta em 4339 a.C. O calendário hebraico tradicionalmente, desde o século IV d.C. por Hillel II, datou a criação em 3761 a.C.

### Septuaginta
Muitos dos primeiros cristãos que usaram a versão da Septuaginta da Bíblia calcularam a criação como tendo ocorrido por volta de 5500 a.C., e os cristãos até a Idade Média continuaram a usar essa estimativa aproximada: Clemente de Alexandria (5592 a.C.), Teófilo de Antioquia (5529 a.C.), Sexto Júlio Africano (5501 a.C.), Hipólito de Roma (5500 a.C.), Panodoro de Alexandria (5493 a.C.), Máximo, o Confessor (5493 a.C.), Jorge Sincelo (5492 a.C.), Sulpício Severo (5469 a.C.), Isidoro de Sevilha (5336 a.C.) e Gregório de Tours (5200 a.C.). O calendário bizantino tradicionalmente datou a criação do mundo em 1º de setembro de 5509 a.C.
O Crônica de Eusébio (início do século IV) datou a criação em 5228 a.C., enquanto Jerônimo (c. 380, Constantinopla) datou a criação em 5199 a.C. No Martirológio Romano, a Proclamação do Nascimento de Cristo usava anteriormente esta data, assim como os Anais dos Quatro Mestres.
Beda foi um dos primeiros a romper com a data padrão da Septuaginta para a criação e em sua obra De Temporibus ("No Tempo") (concluída em 703 d.C.) datou a criação em 18 de março de 3952 a.C., mas foi acusado de heresia na tabela do Bispo Wilfrid, porque sua cronologia era contrária aos cálculos aceitos de cerca de 5500 a.C.

### Massorético
No entanto, depois que o Texto Massorético foi publicado, datar a criação por volta de 4000 a.C. tornou-se comum e foi recebido com amplo apoio. Os cálculos propostos da data de criação usando o Massorético do século 10 ao século 18 incluem: Marianus Scotus (4192 a.C.), Henry Fynes Clinton (4138 a.C.), Henri Spondanus (4051 a.C.), Benedict Pereira (4021 a.C.), Louis Cappel (4005 a.C.), James Ussher (4004 a.C.), Augustin Calmet (4002 a.C.), Isaac Newton (3998 a.C.), Petavius (3984 a.C.), Theodore Bibliander (3980 a.C.), Johannes Kepler (27 de abril de 3977 a.C.) [baseado em seu livro Mysterium Cosmographicum], Heinrich Bünting (3967 a.C.), Christen Sørensen Longomontanus (3966 a.C.), Melanchthon (3964 a.C.), Martinho Lutero (3961 a.C.), Cornelius Cornelii a Lapide (3961 a.C.), John Lightfoot (3960 a.C.), Joseph Justus Scaliger (3949 a.C.), Christoph Helvig (3947 a.C.), Gerardus Mercator (3928 a.C.), Matthieu Brouard (3927 a.C.), Benito Arias Montano (3849 a.C.), Andreas Helwig (3836 a.C.).
Entre as estimativas ou cálculos da criação massorética para a data da criação, apenas a cronologia do Arcebispo Ussher data a criação em 4004 a.C. e se tornou a mais aceita e popular, principalmente porque essa data específica foi anexada à Bíblia do Rei Jaime.
A canção de natal polonesa Wśród nocnej ciszy (No Meio da Noite Tranquila) contém o texto Cztery tysiące lat wyglądany (Procurado por quatro mil anos) relacionado a Jesus, que também corresponde à data de criação baseada no Texto Massorético.

### Mesas alfonsinas
Afonso X de Castela encomendou as Tábuas Afonsinas, compostas de dados astronômicos baseados em observação, a partir das quais a data da criação foi calculada como sendo 6984 a.C. ou 6484 a.C.

### Outras estimativas bíblicas
Em 1738, Alphonse Des Vignoles disse que havia coletado mais de 200 estimativas diferentes, variando de 3483 a.C. até 6984 a.C. John Clark Ridpath atribui esses valores respectivamente a Yom-Tov Lipmann-Muhlhausen e Regiomontanus.
- Christian Charles Josias Bunsen, no século XIX, datou a criação em 20.000 a.C.[77]
- Tarleton Perry Crawford datou a criação em 12.500 a.C.[78]
- Harold Camping datou a criação em 11.013 a.C.[79]

## Leituras adicionais
- Delmar, Alexander (Janeiro de 2003). Worship of Augustus Caesar (em inglês). [S.l.]: Kessinger Publishing. ISBN 0-7661-3133-5
- Nothaft, C. Philipp E. (2011). Dating the Passion: The Life of Jesus and the Emergence of Scientific Chronology (200–1600) (em inglês). [S.l.]: BRILL. ISBN 9789004212190